# The Progressive Blues Experiment
The Progressive Blues Experiment je debutové studiové album amerického bluesového kytaristy a zpěváka Johnny Wintera, poprvé vydané v roce 1968 u Sonobeat Records. V roce 1969 bylo album znovuvydané u Imperial Records.

## Seznam skladeb
| Pořadí | Název                     | Autor                                             | Délka |
| ------ | ------------------------- | ------------------------------------------------- | ----- |
| 1.     | Rollin' and Tumblin'      | McKinley Morganfield                              | 3:12  |
| 2.     | Tribute to Muddy          | Johnny Winter                                     | 6:21  |
| 3.     | I Got Love If You Want It | James Moore                                       | 3:54  |
| 4.     | Bad Luck and Trouble      | Johnny Winter                                     | 6:21  |
| 5.     | Help Me                   | Ralph Bass, Willie Dixon, Sonny Boy Williamson II | 3:49  |
| 6.     | Mean Town Blues           | Johnny Winter                                     | 4:28  |
| 7.     | Broke Down Engine         | Andy Fernbach                                     | 2:49  |
| 8.     | Black Cat Bone            | Johnny Winter                                     | 2:49  |
| 9.     | It's My Own Fault         | B.B. KingIt's My Own Fault, Jules Taub            | 7:21  |
| 10.    | Forty-Four                | Chester Burnett                                   | 3:30  |

## Sestava
- Johnny Winter - akustická kytara, slide kytara, elektrická kytara, harmonika, mandolína, zpěv
- Tommy Shannon - basová kytara
- Uncle John Turner - bicí, perkuse